# Zaid Abdul-Aziz
Zaid Abdul-Aziz, nato Donald A. Smith (Brooklyn, 7 aprile 1946), è un ex cestista statunitense, professionista nella NBA.

## Carriera
È stato selezionato dai Cincinnati Royals al primo giro del Draft NBA 1968 (5ª scelta assoluta).